# プランタン＝モレトゥスの家屋・工房・博物館複合体
座標: 北緯51度13分06秒 東経4度23分53秒 / 北緯51.21833度 東経4.39806度
プランタン＝モレトゥス博物館は、アントウェルペンにある印刷・出版業の博物館。16世紀の大出版業者クリストフ・プランタンの工房を起源に持ち、2005年にユネスコの世界遺産に登録された（登録名は「プランタン＝モレトゥスの家屋・工房・博物館複合体」）（ID1185）。単独の博物館として世界遺産に登録されたのは本件が初である（博物館群としては1999年に「ベルリンの博物館島」が先んじて登録されている）。

## 歴史
この博物館は、16世紀後半にアントウェルペンを主たる拠点として大規模に印刷・出版事業を手がけていたクリストフ・プランタンの工房、「オフィキナ・プランティニアナ」 (Officina Plantiniana) を起源とする。
当時のアントウェルペンは、ヴェネツィア、パリ、リヨンなどとともに出版業の一大拠点となっており、プランタンはその中にあって多くの出版物を世に送ることによって、当時のユマニスムの進展にも寄与した。
彼の死後、工房は娘婿のヤン・モレトゥスとその子孫たちが引き継ぎ、以降、実に1867年まで出版事業を継続することになる。1876年にエドアルト・モレトゥスによって、工房および印刷設備一式がアントウェルペン市当局に売却され、翌年、工房・住居部分とも公開された。これが博物館としての歴史の始まりである。
下に掲げる様々な特色によって、特にルネサンス期からバロック期にかけてのヨーロッパ出版文化史にとって重要なものであると評価されたことで、2002年にユネスコの世界遺産にノミネートされ、2005年7月に正式に登録された。博物館では2006年1月にこれを記念する催事が挙行された。

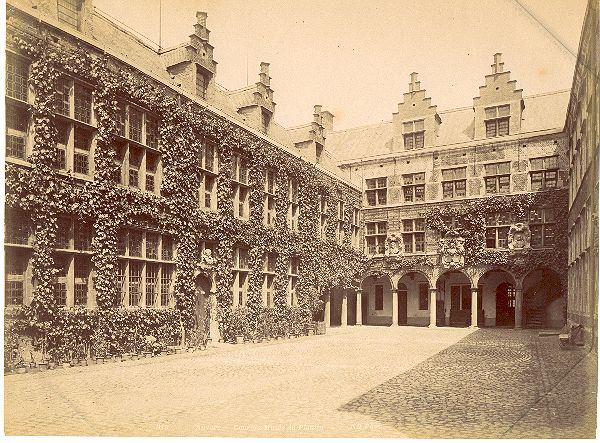
19世紀の博物館

## 特色
現存するものとしては世界最古の印刷機2台や同じ時期の印刷用活字一式など、プランタンが活動していた16世紀当時の印刷技術を伝える品物のほか、印刷事業に関わる設備の数々が保有されている。そして、職・住一体の大建築物は、それ自体が近世・近代の生活と労働の関係性をうかがわせる貴重なものである。
また、『ビブリア・ポリュグロッタ』（多言語版聖書）をはじめとするプランタンが手がけた出版物の数々や三十六行聖書といった稀覯書を含む25000巻以上の蔵書を誇るほか、当時の会計記録や知識人たちとの往復書簡といった貴重な古文書類も多数収蔵されており、それら「オフィキナ・プランティニアナの事業文書」 (Business Archives of the Officina Plantiniana) は2001年にユネスコの「世界の記憶」に登録されている。

## 登録基準
この世界遺産は世界遺産登録基準のうち、以下の条件を満たし、登録された（以下の基準は世界遺産センター公表の登録基準からの翻訳、引用である）。
- (2) ある期間を通じてまたはある文化圏において、建築、技術、記念碑的芸術、都市計画、景観デザインの発展に関し、人類の価値の重要な交流を示すもの。
- (3) 現存するまたは消滅した文化的伝統または文明の、唯一のまたは少なくとも稀な証拠。
- (4) 人類の歴史上重要な時代を例証する建築様式、建築物群、技術の集積または景観の優れた例。
- (6) 顕著で普遍的な意義を有する出来事、現存する伝統、思想、信仰または芸術的、文学的作品と直接にまたは明白に関連するもの（この基準は他の基準と組み合わせて用いるのが望ましいと世界遺産委員会は考えている）。